# Internet marketing plan
Internet marketing plan je plan koji daje pregled marketinških aktivnosti preduzeća na internetu. Internet marketing plan treba da bude usklađen sa Internet biznis planom i sa marketing strategijom preduzeća.

### Struktura Internet marketing plana
Internet marketing plan podrazumeva definisanje više elemenata:
1. Situaciona analiza – obuhvata SWOT analizu, pregled ciljeva, marketing strategija i učinka.
2. Strateško planiranje Internet marketinga
3. Definisanje ciljeva Internet marketinga
4. Strategija Internet marketinga
5. Plan implementacije – dizajniranje taktika Internet marketinga.
6. Planiranje budžeta
7. Plan evaluacije uspeha poslovanja – sagledavanje efekata primenjenog plana.